# Proti všem (film)
Proti všem je československý hraný film natočený režisérem Otakarem Vávrou v roce 1956 na motivy stejnojmenného díla spisovatele Aloise Jiráska. Jedná se o třetí díl Vávrovy filmové husitské revoluční trilogie. Děj tohoto historického snímku, který navazuje na film Jan Žižka a celou trilogii uzavírá, se odehrává v roce 1420. Ústředním motivem filmu je zápas husitů s vojsky první křížové výpravy, v jejímž čele do Čech přijíždí dědic českého trůnu, uherský a římský král Zikmund Lucemburský. Sledujeme i rozvoj Tábora a spory mezi umírněnou stranou Jana Žižky a radikálními pikarty Petra Kániše.

## Děj
V úvodu prchají před houfem plenících táboritů probošt louňovického kláštera, tamní sakristián a mladá novicka Marta. Útočiště najdou ve tvrzi zemana Ctibora z Hvozdna, který je před pronásledovateli ochrání. Trojice tak vyvázne a stihne se ukrýt na hradě Příběnice u mocného pána Oldřicha z Rožmberka. K táboritům se při průchodu Hvozdna přidává většina obyvatel vsi a také zemanova dcera Zdena. Venkované dosáhnou Tábora a jsou zde přijati. Zdena je okouzlena jedním z táborských kněží, Janem Bydlinským.
Louňovickému proboštovi se podaří přesvědčit pana z Rožmberka, aby přistoupil na stranu krále Zikmunda Lucemburského, který se právě chystal vpadnout do Čech v čele křížové výpravy. Mladý Rožmberk se za přislíbenou finanční odměnu zavázal udeřit na oslabené město Tábor. Probošt se s touto zprávou vydává do Kutných Hor, kde před útokem na Prahu prodlívá Zikmund se svým vojskem. Na cestě se probošt setkává s Ctiborem z Hvozdna, který zamířil za svou dcerou na Tábor. Ve městě rovných začíná narůstat spor mezi táborskými kněžími požadujícími bránit se ve městě a hejtmanem Žižkou, který doporučuje vytáhnout na pomoc Praze ohrožené Zikmundovým vojskem. Kolem fanatických kněží Petra Kániše a Jana Bydlinského se začíná shromažďovat skupinka jejich posluchačů, do níž patří proti vůli jejího otce i zemanova dcera Zdena.
Louňovický probošt doráží do Kutné Hory, kde Němci házejí husity do prázdných šachet místních stříbrných dolů. Probošt zde informuje krále Zikmunda o postoji Oldřicha z Rožmberka. Za králem do Kutné Hory přijíždí také pražské poselstvo, které se zoufale snaží vyprosit u Zikmund milost. Uherský a římský král husitské vyslance odbude a donutí je tak požádat o pomoc venkovské husity a především jihočeské tábory. V Táboře po zprávě od Pražanů převáží Žižkova strana a většina zdejších husitů se hotoví k odchodu do ohrožené Prahy. Odjíždí také zeman Ctibor a jeho synovec Ondřej, avšak proti otcově vůli se ve městě spolu s Bydlinským, Kánišem a jejich lidmi rozhodne zůstat zemanka Zdena.
Proti oslabenému Táboru vytáhne pán z Rožmberka se svým vojskem, podpořeným také oddíly rakouského vévody Albrechta. V Rožmberkově vojsku je se svým strýcem také novicka Marta, louňovický probošt a sakristián. Tábor je obležen a jen stěží přesile odolává. Z Prahy tehdy přitáhne táborská jízda vyslaná na pomoc obleženému Táboru Janem Žižkou. Nečekaným útokem se husitům podaří oblehatele porazit a Tábor zachránit. Po bitvě je tábory zajat louňovický probošt a sakristián, načež jsou oba upáleni. Novicka Marta a její služebná jsou před smrtí zachráněny mladým Ondřejem z Hvozdna.
Po zažehnání primárního nebezpečí dochází v Táboře k definitivnímu rozkolu a radikálové vedení Kánišem odcházejí z města do podhradí dobytého hradu Příběnice. Spolu odcházejí také Zdena a Jan Bydlinský, kteří se do sebe zamilují. V Příběnicích Kániš poblouzní své posluchače a tito fanatici zaživa upalují zemanovu dceru Zdenu a Kánišova soka Bydlinského. Ani zeman Ctibor již svou dceru nestihne zachránit.
Ve finále celého filmu se Praha, kam již dorazili táborští a další venkovští husité, chystá na útok křižáckých vojsk, které ze tří stran svírají hlavní město. Jedinou zásobovací cestou do Prahy je stezka z Poříčské brány, která vede okolo vrchu Vítkova. Žižka proto toto strategické místo opevní a společně s nepočetným houfem jej také ubrání před obrovskou přesilou, která se Vítkov pokusí obsadit. Král Zikmund je poražen a kruciáta se rozpadá. Husité v samotném závěru slaví toto velké vítězství.

## Natáčení
Film Proti všem se natáčel v roce 1956 v ateliérech na Barrandově a Radotíně, kde byly snímány exteriéry. Na jeho natáčení se jako historičtí a vojenští poradci podíleli také historici Jan Durdík a Eduard Wagner. Hudbu, kterou měl na starost Jiří Srnka, zařídil Filmový symfonický orchestr a Pěvecký sbor Aus-Víta Nejedlého, který řídil František Belfín. Jako vedoucí sekce kostýmů se na filmu podílel také Jiří Trnka. Natáčení probíhalo za účasti útvarů československé armády, jezdeckých klubů Svazarmu, které k filmování dodaly množství koní, a Vojensko-historického ústavu. Rozpočet 25 miliónů československých korun udělal z filmu Proti všem nejdražší snímek v tehdejší historii československého filmu.

## Přijetí
Snímek je, podobně jako ostatní díly Vávrovy husitské trilogie, do dnešních dnů ceněn pro svou monumentální výpravu, dobové kostýmy vytvořené v krejčovské dílně na Barrandově i zdařilé bojové scény v závěru snímku. Přesto bývá tento film spolu s celou Vávrovou trilogií kritizován za svou přílišnou poplatnost režimu 50. let, schématičnost, za své budovatelské nadšení a kvůli zkreslování dějin.
Táborští husité jsou ve snímku veskrze vykreslováni jako ctnostní zastánci komunistických ideálů. Zato jejich soupeři, tedy vysoká šlechta a král, katolická církev a čeští i zahraniční Němci, jsou podáváni jako zrádní, falešní a úskoční nepřátelé lidu, kterým jde pouze o vlastní prospěch, moc a majetek.
Ačkoliv se Vávra hájí, že ve scénáři postupoval dle Jiráskovy předlohy a Palackého konceptu dějin, je snímek přehnaně xenofobní, antiněmecký a nacionální. Patrně tomu tak bylo kvůli vlivu ministra kultury Zdeňka Nejedlého, který požadoval, aby celá husitská filmová trilogie splnila dobovou objednávku.

## Obsazení
| Zdeněk Štěpánek    | Jan Žižka                     |
| Gustav Hilmar      | Ctibor z Hvozdna              |
| Vlasta Matulová    | Zdena, Ctiborova dcera        |
| Bedřich Karen      | probošt louňovického kláštera |
| Jan Pivec          | římský a uherský král Zikmund |
| Miroslav Doležal   | Jan Bydlinský                 |
| Václav Voska       | Petr Kániš                    |
| Jana Rybářová      | novicka Marta                 |
| Petr Haničinec     | Ondřej z Hvozdna              |
| Stanislav Neumann  | sakristián                    |
| Jaroslav Vojta     | Šimon Ohnivec                 |
| Marie Vášová       | Johova žena                   |
| Vladimír Ráž       | Tomeš, Johův syn              |
| Otto Lackovič      | Ondřej, Johův syn             |
| Rudolf Pellar      | Václav Koranda                |
| Bohuslav Záhorský  | louňovický sedlák             |
| Eva Jiroušková     | děvečka Margeta               |
| Radovan Lukavský   | hejtman z Hroznějovic         |
| Václav Špidla      | Oldřich z Rožmberka           |
| Vítězslav Vejražka | Václav z Dubé                 |
| Eduard Kohout      | Lefl z Lažan                  |
| Rudolf Hrušínský   | mistr Křišťan                 |
| František Horák    | Jan Želivský                  |
| František Leraus   | Šimon od Bílého lva           |
| Světla Amortová    | chůva Agneška                 |
| Josef Kotapiš      | Pipo Spano                    |
| Blanka Waleská     | táborská žena                 |